# The Clique (film)
The Clique è un film direct-to-video tratto dalla omonima serie dei 16 best seller scritti da Lisi Harrison. Il film è prodotto dalla Alloy Entertainment, la Bankable Productions di Tyra Banks e la Warner Premiere. Il film è stato girato a  Portsmouth, nella Portsmouth Abbey School, ed è stato pubblicato il 18 novembre 2008.

## Trama
Massie Block è la leader del Pretty Committee, un gruppo di studentesse popolari e ricche nella sua scuola privata per ragazze dello stato di New York, l'Octavian County Day. Con grande dispiacere di Massie, la famiglia Block inizia ad ospitare la famiglia Lyons, vecchi amici del padre di Massie che si sono recentemente trasferiti dalla Florida e hanno una figlia dell'età di Massie, Claire. Massie viene immediatamente colpita dai vestiti non firmati e dall'imbarazzo sociale di Claire, e ordina alle sue amiche (Alicia Rivera, Dylan Marvil e Kristen Gregory) di escluderla e imbarazzarla.
Mentre va a cavallo, Massie incontra un ragazzo di nome Chris Abeley e viene immediatamente colpita da lui, diventando poi gelosa quando lo vede parlare con Claire. Nel frattempo, Claire fa amicizia con l'eccentrica sorella minore di Chris, Layne. In seguito abbandona Layne per partecipare al pigiama party del Pretty Committee a cui è stata invitata dalla madre di Massie, anche se alla fine se ne va a causa del trattamento ostile delle altre ragazze. La mattina dopo, Claire e Layne chiariscono.
Una sera, Claire visita la stanza di Massie nel tentativo di affrontarla, ma Massie non è in casa. In cerca di vendetta, Claire accede al computer di Massie e, fingendo di essere quest'ultima, invia messaggi denigratori a Dylan, Alicia e Kristen. Le altre tre ragazze affrontano tutte con rabbia Massie e invitano Claire a prendere il suo posto nel loro gruppo. Alla fine la verità viene a galla, le ragazze si riconciliano e continuano a cospirare contro Claire. Le ragazze raccontano a Massie di un'imminente asta di beneficenza che si terrà il giorno del compleanno di Chris, suggerendo che dovrebbe saltare fuori da una torta e professare ad alta voce i suoi sentimenti per lui. Massie accetta entusiasta.
Durante una gita a New York, il Pretty Committee cerca di vendere un cosmetico creato da Kristen per un progetto scolastico, ma la sua ricetta contiene olio di arachidi, che scatena reazioni allergiche tra le loro compagne di classe. In mezzo al panico, Massie scrive anonimamente a Claire per usare lo spuntino di farina d'avena di Layne per ridurre il gonfiore, rendendo Claire un’eroina.
All'asta di beneficenza, Claire raggiunge le amiche di Massie e tutte accettano le sue scuse e la lodano per riuscire a sopportare Massie, rivelando che tutte nutrono segretamente disprezzo per la natura crudele e controllante di Massie. Claire poi scopre che Chris ha una ragazza e impedisce a Massie di saltare fuori dalla torta per salvarla dall'imbarazzo. Dopo l'asta, Massie ringrazia Claire e ammette di averla esclusa perché la vedeva come una minaccia. La stessa sera, mentre Massie è al computer, decide che Claire è ora nel Pretty Committee.

## Personaggi

### Personaggi Principali
- Massie Block: la leader del gruppo, è la ragazza più ricca ed appare come un angelo alle sue amiche. Vede Claire come una minaccia per la sua semplicità. È innamorata del suo amico Chris Abeley.
- Alicia Rivera: spagnola, è la seconda leader del gruppo. È bella quanto subdola. Voleva avere un gruppo tutto suo e per anni ha cercato di superare Massie, ma non ci ha mai provato davvero infatti ammira Claire e si è complimentata con lei. Sua madre è una modella ed Alicia possiede una sua marca di profumo Angel Perfume. Alicia è molto più bella di Massie, e questo lo sa, infatti la invidia molto per essere riuscita a diventare il leader.
- Kristen Gregory: una ragazza semplice, la sua famiglia non è ricca, ma non lo ha detto a nessuna delle sue amiche e continua a vestirsi come se fosse ricca. Ha ricevuto una borsa di studio, ma l'unica a saperlo è Claire a cui l'ha detto solo perché si è finta Massie. Adora molto gli sport come il calcio.
- Dylan Marvil: un'amica di Massie, Kristen ed Alicia. La sua famiglia è ospite al talk show The Daily Grind e lei può dare accesso al mondo della celebrità anche alle sue amiche. Lei è consapevole di non avere un fisico perfetto, anche grazie alla madre che continua a ripeterlo. Adora indossare colori scuri perché la snelliscono molto.
- Claire Lyons: la nuova coinquilina di Massie. Suo padre è andato al college con il padre di Massie, che li ha ospitati nel mentre cercano una casa per loro. Claire è subito antipatica a Massie, perché indossa vestiti molto semplici e invade il suo spazio. Il suo obiettivo è di piacere a Massie e alle sue amiche, ed entrare nel loro gruppo.

### Personaggi Secondari
- Layne Abeley: un'amica di Claire, si può definire come un incrocio tra una ribelle ed una geek. Massie definisce lei ed i suoi amici LBRs (Losers Byond Rapair: perdenti irreparabilmente). Però Layne è la sorella di Chris, il ragazzo che piace a Massie.
- Chris Abeley: una matricola, fratello di Layne. Incontra incidentalmente Massie quando calpesta il suo sentiero. La sua bellezza lo rende subito popolare con le ragazze, compresa Massie che si innamora subito di lui, ma non sa che è già fidanzato con una ragazza di nome Fawn.
- Todd Lyons: il fratello minore di Claire. È innamorato di Massie, ma non gli piacciono le sue amiche, infatti ascolta molte sue conversazioni.
- Judy Lyons: moglie di Jay e madre di Claire e Todd.
- Jay Lyons: il padre di Claire e Todd, marito di Judy ed anche ex-compagno di college del padre di Massie.
- William Block: un uomo molto ricco, sposato con Kendra e padre di Massie.
- Kendra Block: la madre di Massie e moglie di William Block. Vorrebbe che la figlia fosse più gentile con Claire, e a tal scopo cerca in ogni modo di fargliela prendere in simpatia.
- Isaac: l'autista di Massie, consiglia a Claire di cercare nuove amicizie oltre la ricca Massie.
- Fawn: la bellissima fidanzata di Chris.
- Adele: l'infermiera della scuola. Procura vestiti dagli oggetti smarriti regalandoli a Claire.
- Shelby Wexler: un'altra delle ragazze più ricche della scuola. Non sopporta Claire e le amiche di Massie: Alicia, Dylan e Kristen.

## Colonna Sonora
La colonna sonora del film comprende molte canzoni, tra cui Find my place cantata da Samantha Boscarino (interprete di Alicia Rivera). Nel trailer viene usata la canzone Look but don't touch cantata da Juliet Shatkin.
| n. | Canzone              | Artista            |
| -- | -------------------- | ------------------ |
| 1  | Go                   | Rebecca Jones      |
| 2  | Break it down        | Free & Easy        |
| 3  | Heaven on Hearth     | Free & Easy        |
| 4  | Hypnotique           | Free & Easy        |
| 5  | Get up and go        | Alana D.           |
| 6  | Ur Perfect           | Juliet Shatkin     |
| 7  | Look but don't touch | Juliet Shatkin     |
| 8  | Commit me            | Alana D.           |
| 9  | So Dangerous         | Alana D.           |
| 10 | Find my place        | Samantha Boscarino |
| 11 | My own band          | Mellow Dee         |
| 12 | What you say         | Mellow Dee         |
| 13 | Psycho 4 U           | CanDee Land        |
| 14 | That girl            | CanDee Land        |
| 15 | Get ur good time on  | CanDee Land        |
| 16 | Ayo Ayo              | Chris Classic      |
| 17 | Here with me now     | The Clique Girlz   |
| 18 | String Quartet       | Franz Schubert     |